# (4117) Wilke
(4117) Wilke es un asteroide perteneciente al cinturón de asteroides, descubierto el 24 de septiembre de 1982 por Freimut Börngen desde el Observatorio Karl Schwarzschild, en Tautenburg, Alemania.

## Designación y nombre
Designado provisionalmente como 1982 SU3. Fue nombrado Wilke en honor al óptico alemán Alfred Wilke.